# Conflito Bolchevique-Makhnovista
O Conflito Bolchevique-Makhnovista foi um período de conflito político e militar entre a República Socialista Soviética da Ucrânia e a Makhnovtchina, pelo controle do sul da Ucrânia. Os bolcheviques pretendiam eliminar a Makhnovtchina e neutralizar a sua base camponesa. Por sua vez, os Makhnovistas lutaram contra a implementação do Terror Vermelho e a política do comunismo de guerra.
O conflito eclodiu depois que o Exército Vermelho retornou à Ucrânia no início de 1920, após a derrota do avanço Branco sobre Moscou. Atacou Makhnovtchina, que na altura ocupava a maior parte do sul da Ucrânia, e realizou uma tentativa sustentada de pacificar a região. Após uma breve trégua, a fim de garantir a derrota final do Movimento Branco, o Exército Vermelho atacou novamente a Makhnovtchina em novembro de 1920, levando ao reinício das hostilidades.
O conflito consistiu principalmente em guerra de guerrilha, sem manobras convencionais ou batalhas abertas. Também era altamente móvel, com o território mudando regularmente de mãos entre os dois. Os bolcheviques mantiveram em grande parte o controlo territorial, enquanto os Makhnovistas foram mantidos na defensiva. Nesta condição, os Makhnovistas não foram capazes de realizar ofensivas, atacando principalmente unidades vermelhas isoladas.
Após a implementação da Nova Política Económica e o início da fadiga devido às condições da guerra, o apoio à insurreição Makhnovista começou a diminuir. Apesar dos esforços dos Makhnovistas para reorganizar e realizar ofensivas maiores, em agosto de 1921, a Makhnovtchina tinha sido efetivamente exterminada. O seu núcleo em torno de Nestor Makhno fugiu para o exílio, enquanto uma insurgência de baixo nível persistiu ao longo da década de 1920.

## Antecedentes
O advento da Revolução de Outubro causou a eclosão da guerra civil na Ucrânia, enquanto as forças do Conselho Central e dos Sovietes lutavam para tomar o poder no país.  Quando os nacionalistas ucranianos tomaram o controle de Oleksandrivsk, os bolcheviques locais e os socialistas-revolucionários de esquerda apelaram ao apoio dos anarquistas ucranianos para restabelecer o poder soviético na cidade.  Da cidade vizinha de Huliaipole, um destacamento de 800 homens da Guarda Negra, liderado por Savely Makhno, reforçou os Guardas Vermelhos e retomou a cidade para os soviéticos.  As conquistas da República Soviética Ucraniana foram perdidas depois que o Conselho Central assinou um tratado de paz com as Potências Centrais e as convidou a invadir a Ucrânia, com o governo bolchevique em Moscou assinando posteriormente seu próprio tratado de paz com as Potências Centrais, cedendo formalmente o controle da Ucrânia.  Em Abril de 1918, após meses de luta contra o avanço imperial, os anarquistas perderam o controlo de Huliaipole e foram expulsos da Ucrânia. 
Depois de reagrupar as suas forças em Taganrog, os anarquistas resolveram regressar à Ucrânia e travar uma guerra de independência contra as Potências Centrais,  com Nestor Makhno solicitando a ajuda do próprio Vladimir Lenin para fazer o seu regresso.  Em julho de 1918, os anarquistas ucranianos iniciaram a sua insurreição contra as Potências Centrais,  derrotando o Exército Austro-Húngaro em Dibrivka  e eventualmente retomando Huliaipole.  Em Novembro de 1918, as Potências Centrais renderam-se e subsequentemente retiraram-se da Ucrânia,  deixando a região de Pryazovia sob o controlo da Makhnovshchina. 
Enquanto os Makhnovshchina começaram a estabelecer o comunismo libertário em seu território capturado  e as forças armadas anarquistas lutaram em múltiplas frentes contra o movimento Branco, Cossacos do Don e Diretório da Ucrânia,  os bolcheviques finalmente quebraram o Tratado de Brest-Litovsk e ordenou que o Exército Vermelho invadisse a Ucrânia, com Christian Rakovsky proclamando o estabelecimento da República Socialista Soviética Ucraniana em Carcóvia.  Quando uma contra-ofensiva nacionalista forçou os Makhnovistas a recuar para Huliaipole, eles empreenderam uma reorganização completa das suas forças em todas as frentes, culminando eventualmente com a sua integração no Exército Soviético Ucraniano como a 3ª Brigada Trans-Dnieper, com Nestor Makhno subordinando-se ao comando de Pavel Dybenko. 
Apesar da integração, as tensões entre os bolcheviques e os makhnovistas aumentaram ao longo do tempo, à medida que a autonomia da Makhnovshchina foi cada vez mais atacada pelos seus comandantes bolcheviques,  com Vladimir Antonov-Ovseenko e Lev Kamenev tentando resolver a disputa depois que Dybenko proscreveu um makhnovista conferência.  Mas depois que Nykyfor Hryhoriv se amotinou contra os bolcheviques, as tensões entre as duas facções culminaram com os makhnovistas sendo declarados fora da lei e Makhno renunciando ao comando do Exército Vermelho. 
O avanço das Forças Armadas do Sul da Rússia forçou posteriormente os makhnovistas a recuar para oeste, para Kherson,  enquanto os bolcheviques abandonaram inteiramente a Ucrânia após a queda de Carcóvia.  Em Kherson, os Makhnovistas reconstituíram-se como uma força independente, o Exército Revolucionário Insurgente da Ucrânia, e derrotaram o Exército Voluntário na Batalha de Perehonivka, permitindo-lhes capturar a maior parte do sul da Ucrânia e deter o avanço Branco sobre Moscou.  Enquanto os Makhnovistas eram assolados pela epidemia de tifo e tentavam conter os ataques do movimento Branco,  o Exército Vermelho regressou à Ucrânia mais uma vez. 

## Primeira Fase (Janeiro a Setembro de 1920)

Mapa da Ucrânia, representando a difícil área de controle de Makhnovshchina antes da invasão bolchevique em janeiro de 1920

Sob pressão do avanço dos makhnovistas, a 30 de Dezembro, as forças brancas de Slaschov abandonaram finalmente a província de Katerynoslav e retiraram-se para a Crimeia,  onde construíram uma nova base de operações.  O restante das forças brancas foi dividido entre Odesa e Don,  com suas linhas de abastecimento através de Pryazovia cortadas pelo Exército Insurgente.  Com o movimento Branco caindo em retirada, os territórios que haviam sido limpos pelo Exército Insurgente foram posteriormente ocupados pelo Exército Vermelho.  Nas cidades da Ucrânia, os bolcheviques começaram a travar uma luta política contra os comunistas dissidentes, como os nacional-comunistas e o Grupo do Centralismo Democrático, que denunciaram como makhnovistas. 
Na primeira semana de janeiro de 1920, o 14.º Exército Vermelho tomou as cidades de Katerynoslav, Chaplyne, Mariupol, Oleksandrivsk, Huliaipole e Berdiansk, todas sem resistência. Em 4 de janeiro, o comandante vermelho Ieronim Uborevich dividiu suas divisões: a 41ª Divisão foi aquartelada na capital insurgente de Huliaipole, enquanto a 45ª Divisão foi enviada para o oeste em direção a Kherson, onde receberam ordens de eliminar quaisquer destacamentos insurgentes encontrados e desarmar. a população local.  Os makhnovistas haviam subestimado o rápido avanço do Exército Vermelho, com Peter Arshinov analisando posteriormente que um erro tático havia sido cometido pelos insurgentes ao não estabelecerem uma frente de Oriol a Poltava.  Em vez de reforçar a sua frente norte, os makhnovistas desviaram a sua atenção para a reconstrução da Ucrânia ao longo de linhas anarco-comunistas,  sendo que a sua única resistência ao avanço vermelho consistia em panfletos de propaganda. 
No dia 5 de janeiro, o comandante da 45ª Divisão reuniu-se com os comandantes insurgentes Nestor Makhno e Semen Karetnyk em Oleksandrivsk, culminando com a realização de uma assembleia conjunta dos dois lados, na qual concordaram em unir forças contra o movimento Branco.  Mas apesar da amizade mútua inicial do encontro, os bolcheviques rapidamente deixaram claro que eram hostis a quaisquer negociações políticas.  No dia 7 de Janeiro, o Exército Insurgente publicou uma declaração A todos os Camponeses e Trabalhadores da Ucrânia!, apelando a um "Congresso Pan-Ucraniano de Trabalhadores e Camponeses" para auto-organizar uma nova ordem no país.  Na declaração, os makhnovistas propuseram ainda: a rescisão de todos os decretos brancos; a redistribuição da propriedade privada e das empresas aos camponeses e aos trabalhadores, respectivamente; o estabelecimento de “sovietes livres” fora do controle dos partidos políticos; a instituição das liberdades civis; a abolição da polícia estadual; a dupla utilização do rublo soviético e da hryvnia ucraniana como moedas; e a construção de uma economia de escambo.  Esta proclamação encontrou oposição dos bolcheviques, que declararam: "Viva o Partido Comunista Bolchevique mundial! Viva a Terceira Internacional ! Abaixo a anarquia!" 

### Ataque bolchevique

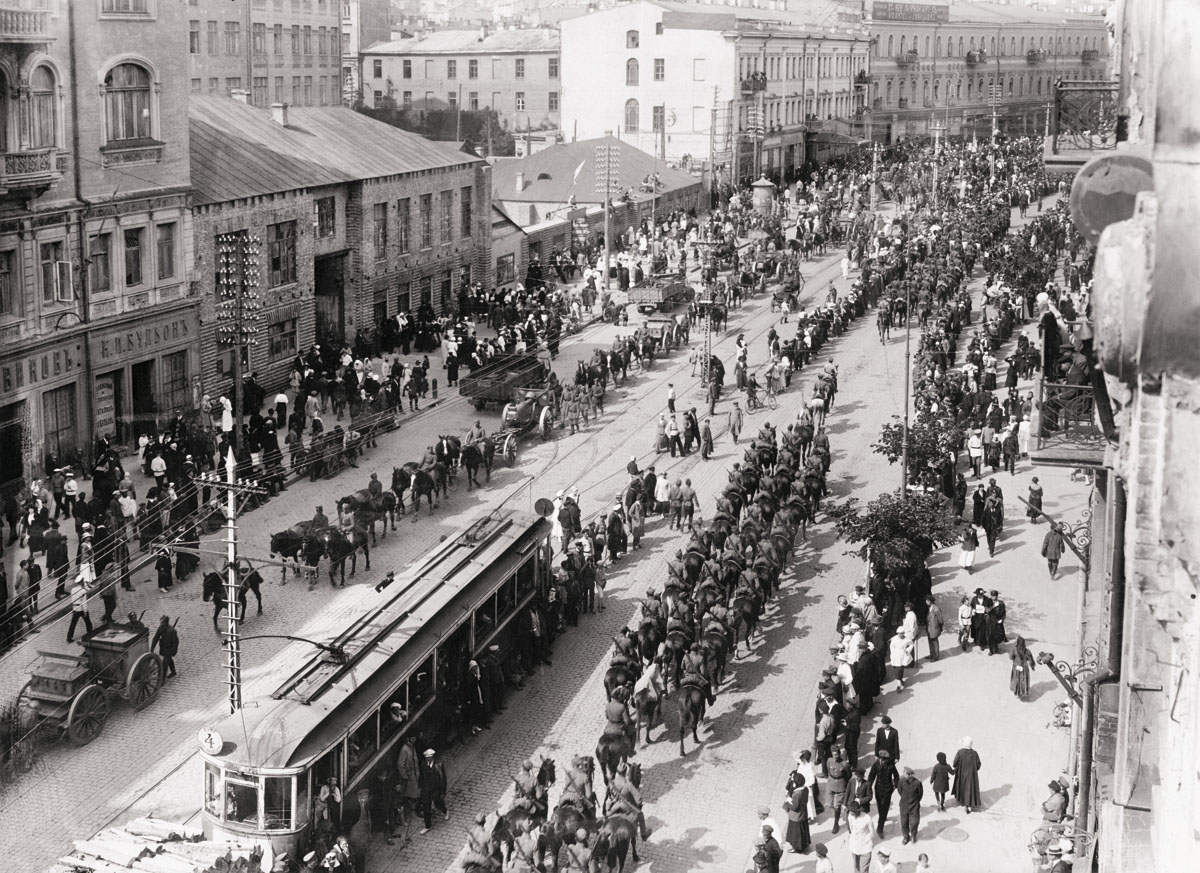
Tropas polacas em Kiev, durante a Guerra Polaco-Soviética

Em 8 de janeiro, Uboverich ordenou que os insurgentes se rendessem e fossem integrados nas fileiras do 12.º Exército Vermelho,  para se juntarem à luta na Guerra Polaco-Soviética.  Assolado por uma epidemia de tifo e mais inclinado a lutar no seu próprio território do que no oeste da Ucrânia,  o Exército Insurgente respondeu com uma rejeição categórica da ordem, tal como o comando bolchevique tinha previsto.  No dia seguinte, o Comité Executivo Central Ucraniano emitiu um decreto contra Makhno e o Exército Insurgente,  declarando-os ilegais por insubordinação.  Antes mesmo de o decreto ter sido publicado, os fuzileiros da Estônia e da Letônia começaram a desarmar os makhnovistas que encontraram.  Os bolcheviques também iniciaram uma campanha de propaganda anti-makhnovista, retirando a ênfase ao papel dos insurgentes na derrota dos brancos e acusando-os de terem causado a derrota soviética anterior na batalha pelo Donbass. 
À medida que as hostilidades com o Exército Vermelho recomeçaram, o Conselho Militar Revolucionário foi dissolvido e os seus membros passaram à clandestinidade,  enquanto outros anarquistas proeminentes, como Volin, foram presos pela Cheka.  Em 15 de janeiro, o Exército Vermelho ocupou Nikopol,  onde 15.000 insurgentes estavam doentes com tifo, atirando nos comandantes makhnovistas ali estacionados  e capturando grandes quantidades de material de guerra.  No final de janeiro, o 13º Exército atacou Huliaipole,  durante o qual matou Savely Makhno, fez 300 prisioneiros de guerra e capturou uma quantidade substancial de equipamento militar dos insurgentes. Outros ataques contra os Makhnovistas foram realizados por divisões da Estónia, Letónia e China, devido à sua falta de laços com a Ucrânia, resultando na suposta liquidação do Exército Insurgente.  Após a captura de Huliaipole e a dispersão do estado-maior insurgente, a Frente Sudoeste declarou vitória sobre Makhnovshchina em 9 de fevereiro. 

### Terror Vermelho
Com o exército insurgente cuidado, os bolcheviques voltaram sua atenção para a realização do Terror Vermelho na Ucrânia, com o próprio Leon Trotsky ordenando que todos os apoiadores dos guerrilheiros fossem "punidos impiedosamente".  A Cheka foi transferida para as aldeias, onde matou todos os makhnovistas locais e instalou funcionários do Partido Comunista no poder.  A Cheka então começou a desarmar a população local, fazendo reféns os aldeões enquanto suas tropas começavam a revistar as casas e matar os reféns caso encontrassem qualquer armamento não relatado.  Petro Hryhorenko afirmaria mais tarde que "o derramamento de sangue não tinha fim", chamando a atenção para relatos de um massacre na cidade makhnovista de Novospasivka, onde a Cheka "abateu um em cada dois homens fisicamente aptos". No que Alexandre Skirda descreveu como um ato de "genocídio total",  cerca de 200.000 camponeses ucranianos foram mortos durante o Terror Vermelho. 

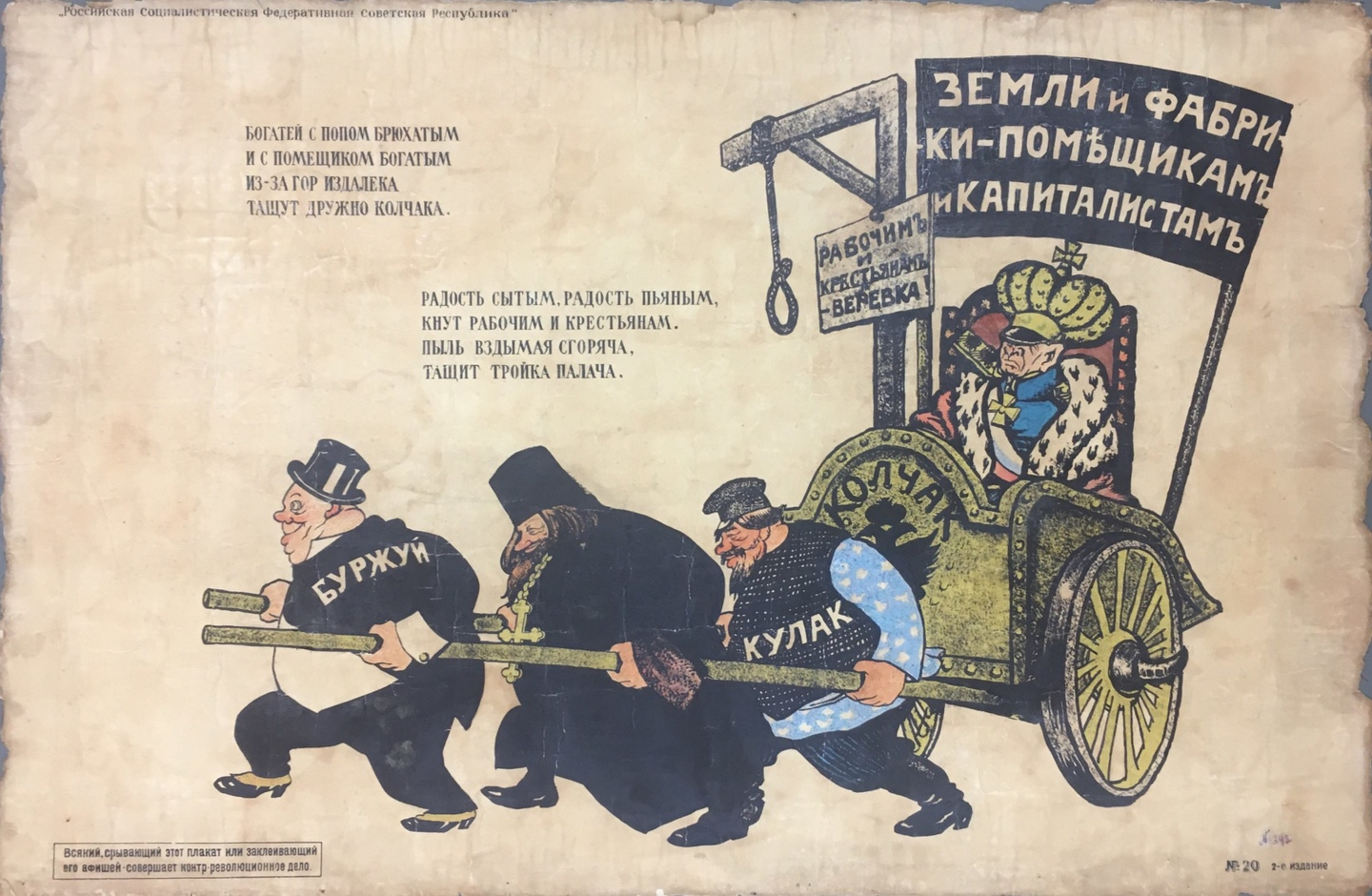
Cartaz de propaganda anti-kulak bolchevique

O governo bolchevique implementou o comunismo de guerra na Ucrânia, introduzindo um sistema estrito de racionamento e requisição de alimentos,  que confiscava produtos agrícolas e gado dos camponeses, e até os proibia de pescar, caçar ou recolher madeira.  Os ataques contra o campesinato ucraniano foram justificados pela política de dekulakização,  apesar do facto de, nesta altura, apenas 0,5% do campesinato possuir mais de 10 hectares de terra.  Os sovkhozes também entraram em colapso, com o número de fazendas estatais caindo pela metade e sua área de terra reduzida para um terço, ao longo de 1920.  Até o historiador soviético Mikhail Kubanin observou que, para a maior parte do campesinato ucraniano, "a economia soviética era uma forma nova e abominável de governo... que na realidade apenas colocou o Estado no lugar do antigo grande proprietário de terras". 
A implementação do comunismo de guerra resultou assim no ressurgimento das revoltas camponesas.  Os insurgentes dirigiram seus ataques contra oficiais bolcheviques, especialmente membros da Cheka e unidades requisitantes,  dos quais mais de 1.000 foram mortos no outono de 1920.  O Exército Insurgente acabou por revelar-se com um Discurso aos Camponeses e Trabalhadores da Ucrânia, no qual anunciaram a sua intenção de levar a cabo uma retribuição violenta contra os bolcheviques.  Os insurgentes começaram a prosseguir uma campanha de guerrilha contra o Exército Vermelho em toda a margem esquerda da Ucrânia, onde os makhnovistas conheciam o terreno e podiam realizar uma série de ataques surpresa contra as forças bolcheviques. No final de fevereiro, os Fuzileiros Vermelhos da Estônia em Huliaipole foram eliminados em um ataque surpresa,  após o qual seus comandantes e comissários políticos foram fuzilados, enquanto seus soldados rasos tiveram a opção de se juntar aos insurgentes. exército ou seriam despojados de seus uniformes e mandados para casa. Esta política discriminatória foi estendida a todo o Exército Vermelho,  com os Insurgentes emitindo um apelo aos Camaradas do Exército Vermelho da Frente e Retaguarda, no qual encorajaram os soldados Vermelhos a amotinarem-se e a juntarem-se ao campesinato insurgente na luta contra ambos. os exércitos Vermelho e Branco.  A 42ª Divisão e a Divisão da Estônia foram posteriormente ordenadas a erradicar estes elementos guerrilheiros da Makhnovshchina. Depois de reocuparem Huliaipole e tomarem a artilharia dos insurgentes, seu trabalho foi considerado concluído e eles foram transferidos para as reservas e para a Frente da Crimeia, respectivamente. 

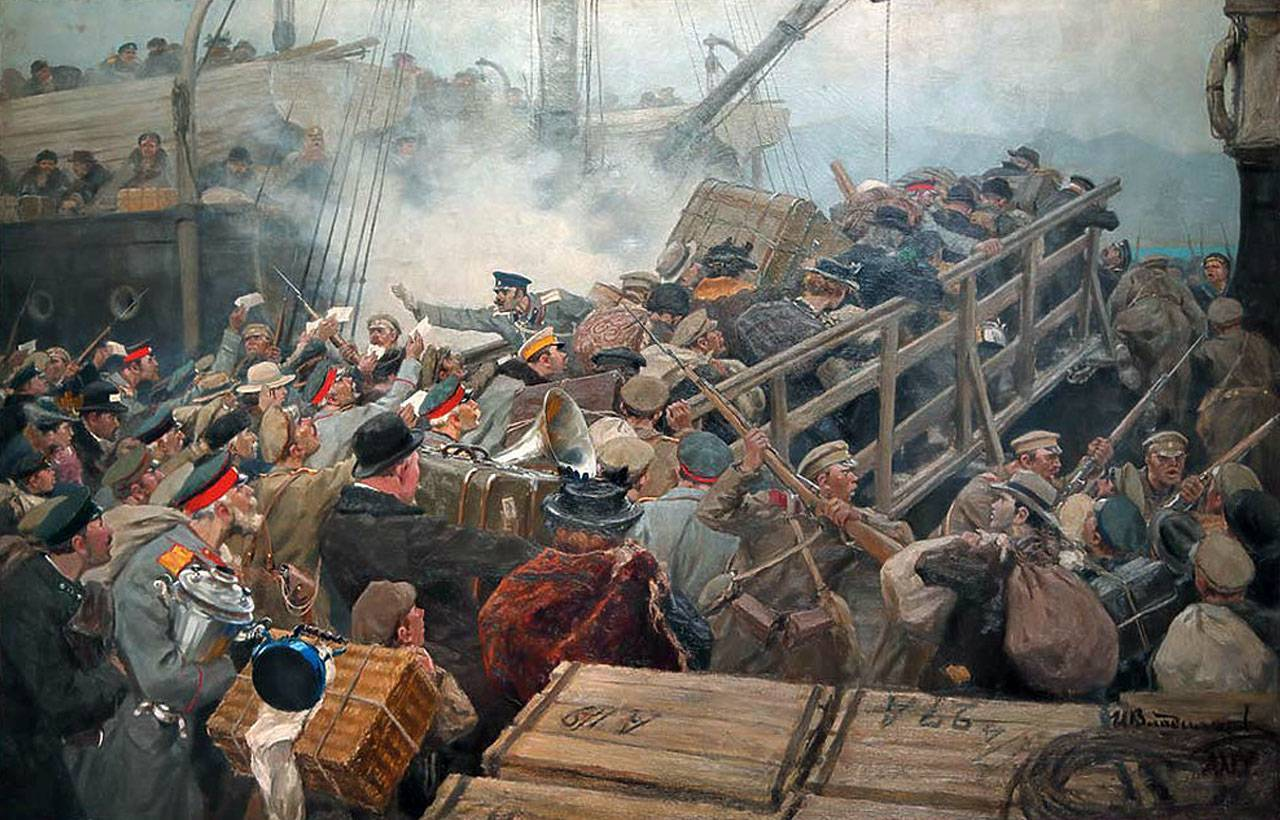
Pintura representando a fuga da burguesia de Novorossiysk em março de 1920

Em março de 1920, a região de Cubã foi capturada pelo Exército Vermelho, forçando as Forças Armadas do Sul da Rússia a evacuarem para a Crimeia, onde Pyotr Wrangel substituiu Anton Denikin como comandante-chefe do Exército Russo.  Os bolcheviques foram incapazes de impedir a evacuação, em parte devido à falta de uma marinha,  enquanto as suas atenções também se desviaram da Frente Sul para a Frente Ocidental, à medida que o avanço polaco sobre Kiev tinha precedência sobre a retirada branca.  Wrangel aproveitou a oportunidade para reorganizar as suas forças e lançar uma ofensiva no norte de Tavria, com o objetivo de garantir um fornecimento de cereais e novos recrutas da região. 

### Contraofensiva insurgente
Por esta altura, os insurgentes tinham reagrupado as suas forças o suficiente para começar novamente a lançar operações maiores. Sua força de 4.000 homens foi dividida em dois contingentes, cada um com sua própria cavalaria, infantaria, canhões de artilharia e tachanki . Os insurgentes partiram de Huliaipole para uma série de ataques contra as posições do Exército Vermelho no norte da Ucrânia, tomando 13.400 soldados como prisioneiros de guerra, rendendo mais 30.000 fora de combate e executando 2.000 comissários políticos e oficiais comandantes. Os insurgentes também capturaram uma quantidade substancial de equipamento do Exército Vermelho, incluindo 5 canhões de artilharia, 2.300 projéteis de artilharia, 93 metralhadoras, 2.400.000 cartuchos, 3.600 rifles, 25.000 uniformes, um hospital de campanha e até um navio e um avião. Estes ataques foram complementados por uma série de ataques surpresa contra unidades do Exército Vermelho em torno de Huliaipole, durante os quais destacamentos de cavalaria insurgentes derrotaram a 46ª Divisão, colocando mais uma vez a região sob controle insurgente. 
Os ataques contínuos contra as posições vermelhas, combinados com esforços sustentados de propaganda e a redistribuição de propriedades ao campesinato local, acabaram por resultar na adesão de mais destacamentos partidários aos insurgentes.  O Exército Insurgente também lançou apelos aos soldados rasos do Exército Vermelho para cessarem todos os ataques contra eles, identificando os comissários bolcheviques juntamente com os brancos como opressores dos pobres,  e instou os soldados vermelhos a se juntarem ao insurgentes. Em poucos meses, as fileiras do Exército Insurgente aumentaram para 35.000 soldados,  que restabeleceram o comando central do Conselho Militar Revolucionário, composto por sete delegados eleitos pelos próprios insurgentes, cujas decisões só seriam postas em prática com o consentimento de a base.  Em 25 de Maio, as autoridades bolcheviques da província de Katerynoslav decidiram reorientar os esforços locais na eliminação da ressurgente Makhnovshchina, dando prioridade às actividades anti-insurgentes em detrimento dos recém-criados Comités de Camponeses Pobres e à requisição de alimentos. 

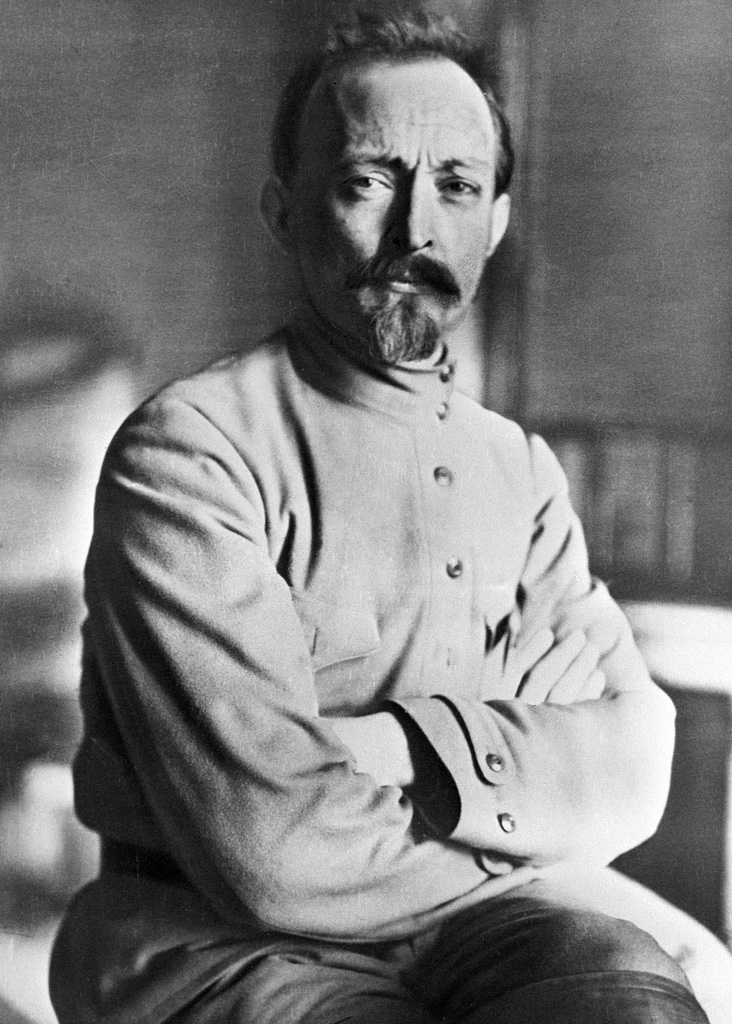
Felix Dzerzhinsky, presidente da Cheka

Em junho, o Exército Insurgente travou um combate sustentado com o 13º Exército Vermelho, o que forçou os Insurgentes a recuar para a área ao redor de Zaitseve e Domakha, onde interceptaram um trem de abastecimento vermelho com destino a Oleksandrivsk e apreenderam dele uma grande quantidade de equipamento, incluindo quatro metralhadoras. Em 8 de junho, um grupo de 4.000 insurgentes sofreu pesadas perdas após atacar a ferrovia entre Pysmenne e  Ulyanivka. Em 13 de junho, os remanescentes deste destacamento chegaram a Novouspenivka, onde descobriram uma unidade do Exército Vermelho que transportava um tesouro. Os insurgentes lançaram um ataque surpresa contra os Vermelhos e confiscaram o seu dinheiro, mas quando os insurgentes tentaram recuar, foram contra-atacados pelas unidades Vermelhas, o que reduziu o destacamento insurgente a algumas dezenas de sobreviventes e quase capturou o próprio Nestor Makhno.  Após esta derrota, Makhno liderou os insurgentes de volta a Huliaipole, enquanto o 13º Exército Vermelho tentava cercá-los. Em 14 de junho, as unidades vermelhas enviadas de Chaplyne foram derrotadas pelos insurgentes em Velykomykhailivka, resultando na destruição de metade da bateria de artilharia vermelha e na morte de 30 soldados vermelhos. O comandante e o comissário da unidade foram posteriormente presos pelo seu próprio comando, devido à aparente simpatia do destacamento para com os insurgentes. No dia seguinte, uma batalha ainda maior ocorreu lá, resultando na retirada das unidades Vermelhas, o que causou um impacto crítico na retaguarda do 13º Exército Vermelho e forçou algumas unidades a serem retiradas da frente Taurida para proteger as linhas Vermelhas de comunicação entre Polohy e Volnovakha. 
Em 21 de junho, os insurgentes atacaram Huliaipole, derrotando um destacamento de infantaria vermelha de 300 homens e capturando a cidade. Poucos dias depois, eles cercaram o 522º Regimento Vermelho e os fizeram prisioneiros,  com muitos membros do regimento desertando para as fileiras insurgentes.  À medida que as deserções do Exército Vermelho aumentavam, o comando central bolchevique voltou mais uma vez a sua atenção para os insurgentes, com o diretor da Cheka, Felix Dzerzhinsky, a chegar à província de Katerynoslav para dirigir pessoalmente a campanha anti-Makhnovista.  Dzerzhinsky redigiu um discurso ao campesinato de Katerynoslav para tentar virá-lo contra os "bandidos makhnovistas", alegando ligações entre eles e a República Popular da Ucrânia, e apelando ao "extermínio dos makhnovistas como feras selvagens".  Ele também ordenou que qualquer aldeia que tivesse colaborado com os makhnovistas fosse "nivelada" e prometeu que os desertores makhnovistas seriam poupados se decidissem "expiar seus pecados" na frente polonesa.  Os insurgentes responderam convidando os soldados do Exército Vermelho a "pensar sobre isso", reafirmando o seu objectivo de estabelecer um "regime soviético livre" e novamente encorajando-os a desertar.  Foi neste momento que a Cheka orquestrou um complô para assassinar Makhno, mas a tentativa foi descoberta antes que pudesse ser executada e ambos os agentes da Cheka foram executados. 

### Avanço branco
Os próprios insurgentes alegaram que a sua revolta antibolchevique constituía uma "Terceira Revolução , traçando uma linha direta de sucessão da Revolução de Fevereiro e da Revolução de Outubro, pretendendo reunir todos os socialistas revolucionários que ainda apoiavam os "sovietes livres".  Isso chamou a atenção de Wrangel, que acabara de derrotar o Corpo de Cavalaria de 30.000 homens de Dmitry Zhloba no norte de Táurida.  O próprio Wrangel já tinha reorganizado o movimento Branco, fazendo concessões ao campesinato local da Crimeia e tentando chegar a outras forças antibolcheviques.  Em 9 de julho, um dos emissários de Wrangel reuniu-se com o estado-maior dos insurgentes em Vremivka,  onde propôs que os insurgentes cooperassem com os brancos na sua guerra contra os bolcheviques.  Indignados com a proposta, os insurgentes atiraram imediatamente no mensageiro  e quando um segundo enviado foi enviado, lincharam-no e penduraram uma placa em seu cadáver que dizia "todos os emissários brancos compartilharão o destino deste".  Apesar da equipe insurgente ter rejeitado oficialmente as propostas de Wrangel, jornais vermelhos, brancos e estrangeiros continuaram a circular rumores sobre a suposta aliança,  até mesmo convencendo dois ex-tenentes insurgentes a se juntarem ao exército russo como um destacamento partidário expondo o nome de Makhno.  Os makhnovistas responderam emitindo uma declaração categoricamente anti-Wrangel, na qual reiteraram a sua história de luta contra os contra-revolucionários e apelaram aos soldados brancos para desertarem para a bandeira insurgente. 

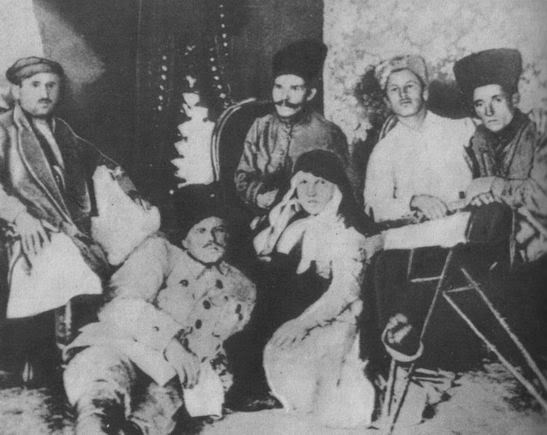
Tenentes insurgentes em um hospital em Starobilsk

Enquanto os Vermelhos e Brancos se enfrentavam em Orikhiv, o Exército Insurgente lançou uma série de ataques a Poltava. Na primeira semana de agosto, juntou-se a eles um destacamento anarquista independente de 500 homens em Liutenka, enquanto estava sendo perseguido por unidades do Exército Vermelho. Em 16 de agosto, atacaram Myrhorod, onde destruíram edifícios de escritórios bolcheviques locais, mataram 21 soldados vermelhos e saquearam o comitê regional de alimentação. Eles então seguiram para Kobeliaky, onde descarrilaram um trem blindado vermelho,  e em 24 de agosto, seu destacamento de 3.000 soldados de infantaria e 700 de cavalaria chegou a Hubynykha.  No dia seguinte, os insurgentes foram atacados pelo 115º Regimento de Cavalaria Vermelha e forçados a recuar,  primeiro para Izium e depois para Starobilsk,  onde apreenderam 4 metralhadoras, 40.000 cartuchos e 180 cavalos, antes de libertar 1.000 soldados vermelhos. prisioneiros de guerra. 
Em setembro, o Exército Vermelho capturou Huliaipole dos Brancos, estabelecendo-a como quartel-general da 42ª Divisão. Nessa altura, o núcleo Makhnovista consistia em cerca de 2.000 soldados, mas podia contar com mais de 20.000 reservas de aldeias simpatizantes.  Ao longo de Setembro, os Insurgentes representaram a maior ameaça às autoridades bolcheviques na província de Katerynoslav, com Sergey Kamenev exigindo a liquidação do Exército Insurgente.  Mas em Outubro, uma renovada ofensiva Branca viu a ocupação de Oleksandrivsk e avançou até às portas de Katerynoslav, o que mudou as prioridades tanto do Exército Vermelho como do Exército Insurgente.  O comando Vermelho passou a acreditar que se conseguissem primeiro derrotar os Brancos e estabelecer a República Socialista Soviética Ucraniana como o único regime na Ucrânia, então a eliminação da Makhnovshchina ocorreria rapidamente. 
Em 27 de setembro, Mikhail Frunze chegou a Carcóvia, onde assumiu o comando da Operação Táurida do Norte. Enquanto o Exército Vermelho, com 30.000 homens, superava em número o Exército Branco, com 25.000 homens, os Brancos tinham mais do dobro da cavalaria dos Vermelhos, o que lhes dava maior mobilidade nas estepes. Foi a força de 12.000 homens de Makhno que teve o número de cavalaria para dominar os brancos, o que pressionou o comando bolchevique a abrir negociações com os makhnovistas. 

## Trégua (Outubro-Novembro de 1920)

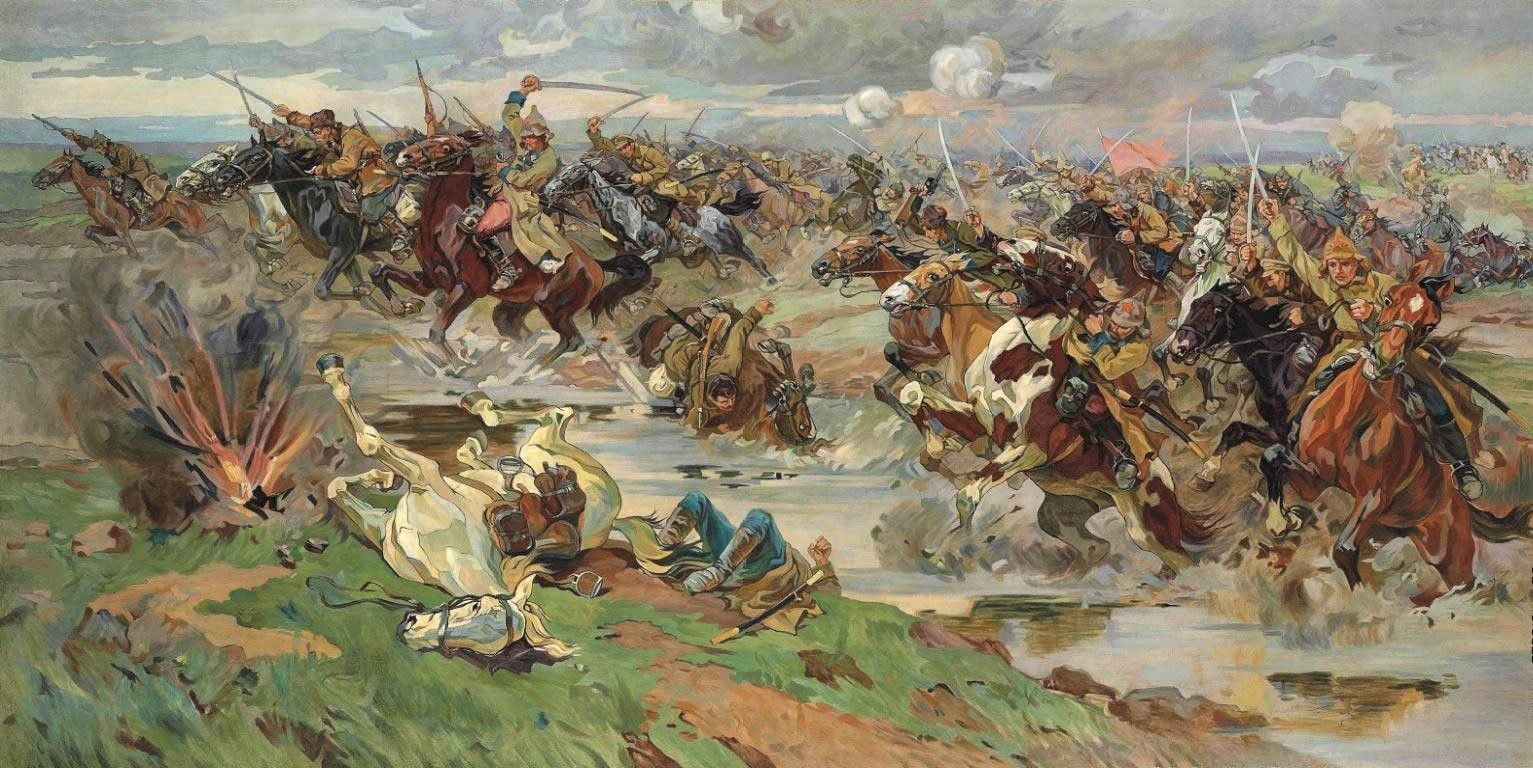
Pintura representando o ataque da cavalaria soviética durante o cerco de Perekop

Em 30 de setembro de 1920, foi negociada uma trégua entre o Exército Vermelho e o Exército Insurgente.  Negociadores de ambas as facções redigiram os termos de um acordo político-militar, que estenderia as liberdades civis aos anarquistas ucranianos em troca da subordinação militar do Exército Insurgente ao alto comando bolchevique.  Juntas, a frente única dos anarquistas e dos bolcheviques foi capaz de derrotar a ofensiva Branca e forçá-los a voltar para a Crimeia, onde os Brancos coordenaram a sua evacuação, pondo fim à Frente Sul da Guerra Civil Russa. 

## Segunda Fase (Novembro de 1920 a Agosto de 1921)

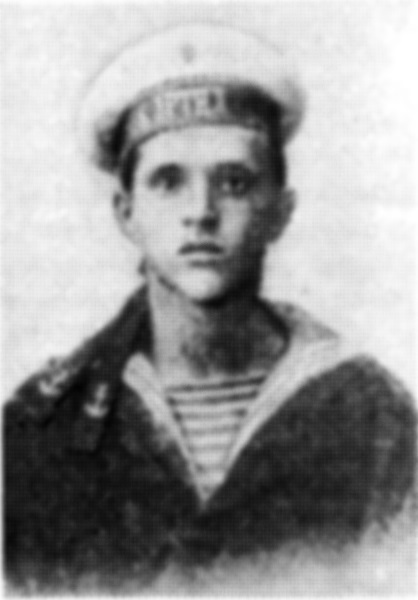
Dmitry Popov, membro da delegação Makhnovista ao governo soviético ucraniano em Kharkiv, que foi assassinado pela Cheka em 26 de novembro de 1920

Um dos signatários bolcheviques do pacto, Sergey Gusev, afirmou que a aliança militar com os makhnovistas não foi feita em prol da ajuda aos insurgentes na guerra contra Wrangel, "mas para nos livrarmos por um tempo de um inimigo por trás nossas linhas", afirmando que o acordo sempre teria "quebrado naturalmente" após a derrota de Wrangel.  O outro signatário bolchevique foi Yakov Yakovlev, que denunciou os anarquistas ucranianos no primeiro congresso da Internacional Vermelha dos Sindicatos Trabalhistas, culpando os Makhnovistas pelo colapso da aliança, que ele rotulou de "bandidos".  Apesar das demonstrações bolcheviques de Realpolitik, os Makhnovistas esperavam que o pacto continuasse a vigorar por mais alguns meses, o que lhes daria tempo para construir uma alternativa libertária ao governo soviético ucraniano. A delegação Makhnovista ao congresso anarquista em Kharkiv, liderada por Dmitry Popov, declarou sem rodeios a restauração dos sovietes livres e a autonomia da Makhnovschina, apelando aos bolcheviques para implementarem plenamente os termos do pacto político.  Outros makhnovistas não estavam tão optimistas, com o chefe do Estado-Maior Hryhory Vasylivsky a declarar mesmo o fim do acordo e a apelar aos insurgentes para se prepararem para um ataque bolchevique dentro de uma semana. 
Em 14 de Novembro, os planos bolcheviques para liquidar a Makhnovshchina foram finalizados pelo Comité Executivo Central Ucraniano, com a aprovação de Vladimir Lenin e Leon Trotsky.  Os insurgentes começaram a relatar ao seu alto comando que os apoiantes makhnovistas estavam a ser assediados e presos sob a acusação de banditismo, enquanto Mikhail Frunze começava a emitir ordens para varrer a Ucrânia de todos os "bandidos".  Em 17 de novembro, Frunze emitiu a Ordem 00106, que integrou o Exército Insurgente no 4º Exército e o transferiu para a Frente Caucasiana, embora a ordem nunca tenha sido realmente enviada ao comando insurgente.  Na semana seguinte, em 23 de novembro, Frunze emitiu a Ordem 00149 diretamente a Makhno, instruindo o Exército Insurgente a se dissolver. Ele então emitiu a Ordem 00155 para suas próprias tropas, instruindo-as a se prepararem para liquidar Makhnovshchina dentro de 48 horas.  Cópias dessas ordens, nas quais Frunze declarava os makhnovistas fora da lei e ordenava a concentração das forças do Exército Vermelho na região makhnovista, não foram enviadas a Huliaipole ou à delegação em Kharkiv.  Vladimir Lenin também ordenou diretamente a Rakovsky que iniciasse secretamente a criminalização do movimento anarquista ucraniano e começasse a preparar acusações contra eles.  Nesse mesmo dia, foram descobertos espiões da 42ª Divisão de Fuzileiros tentando localizar o paradeiro exato do comando insurgente, com o objetivo de auxiliar na ofensiva do Exército Vermelho contra Makhnovshchina.  A delegação em Kharkiv respondeu pressionando Christian Rakovsky para prender os comandantes da 42ª Divisão e evitar qualquer incursão do Exército Vermelho em território controlado pelos insurgentes, mas o governo soviético alegou que tudo tinha sido um mal-entendido e prometeu investigá-lo. 

### Ataque surpresa

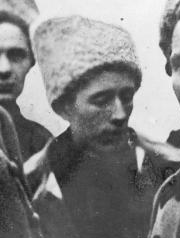
Semen Karetnyk, líder da ofensiva Makhnovista na Crimeia, assassinado pelo Exército Vermelho em 26 de novembro de 1920

Em 26 de novembro, quando a delegação makhnovista perguntou sobre o andamento da investigação, eles foram presos e enviados para Moscou, onde foram fuzilados.  No total, 346 dos anarquistas em Kharkiv foram presos,  com vários Makhnovistas proeminentes sendo acusados de traição e fuzilados pela Cheka de Moscou,  e quase todos os membros do Nabat sendo presos.  Prisões em massa coordenadas de anarquistas também foram realizadas em outras grandes cidades do sul da Ucrânia,  incluindo Yelysavethrad.  A 42ª Divisão liderou simultaneamente um ataque contra Huliaipole,  enquanto o 2º Corpo de Cavalaria cercava a cidade.  O destacamento de 150 homens da Guarda Negra de Makhno rapidamente reuniu a defesa da cidade,  mas decidiu escapar depois de detectar uma ruptura nas linhas vermelhas.  Depois que o 3º Regimento Makhnovista foi capturado pela 126ª Divisão em Malaya Tokmacha, as forças de Makhno lideraram um contra-ataque que empurrou as forças Vermelhas de volta para Novouspenivka,  aproveitando a oportunidade para reagrupar as forças insurgentes, com alguns soldados Vermelhos até desertando para suas patentes. Com 1.500 infantaria e 1.000 cavalaria à sua disposição,  os insurgentes retomaram Huliaipole da 42ª Divisão após horas de combate, capturando 6.000 soldados vermelhos na cidade, 2.000 dos quais também se juntaram às fileiras Makhnovistas.  Entre os soldados capturados, os Makhnovistas descobriram que tinham recebido ordens para atacar os Makhnovistas já em 16 de Novembro, um dia antes de a campanha da Crimeia ter sequer chegado à sua conclusão.  Apesar da vitória, os Makhnovistas foram forçados a abandonar Huliaipole e recuar. 
Naquela mesma noite, os comandantes Makhnovistas na Crimeia foram convocados para uma conferência de planeamento conjunta com o comando do Exército Vermelho, mas foram emboscados no caminho e fuzilados, com Semen Karetnyk e Petro Havrylenko mortos.  Na noite seguinte, o seu contingente foi cercado num ataque surpresa da Cheka e abatido por centenas de metralhadoras, exterminando um grande número de insurgentes.  Parte do destacamento conseguiu escapar para Perekop, conseguindo derrotar no caminho a 7.ª Divisão de Cavalaria, enquanto era perseguido pelo 3.º Corpo de Cavalaria e pela 52.ª Divisão de Fuzileiros. Ao chegarem ao destino, dividiram-se em dois grupos, sendo que um cruzou o Syvash enquanto o outro enfrentou a 1ª Divisão de Rifles no Istmo. Eles se reuniram no dia seguinte em Strohanivka, tendo escapado com segurança da Crimeia.  Os comandantes vermelhos notaram que as suas "próprias unidades não demonstraram iniciativa" no ataque aos makhnovistas, muitas vezes não agindo sem ordens específicas e apenas interagindo com relutância. Em resposta, 2.300 soldados vermelhos foram condenados a serem fuzilados pelo seu alto comando, acusado de terem "minado os justos esforços das autoridades soviéticas e do seu valente Exército Vermelho".  O comando do Exército Vermelho também justificou os ataques contra os makhnovistas com base em alegações de que eles recusaram ordens e pretendiam traí-las, apesar de terem planejado romper a aliança com os makhnovistas antes mesmo de a ofensiva contra Wrangel ter começado. 
As tropas vermelhas na Ucrânia continental, que não participaram no cerco de Perekop, receberam ordens de perseguir o destacamento de Karetnyk e impedi-los de se reagruparem com os outros insurgentes em Huliaipole. Eles foram capturados e cercados em Mykhailivka pela Divisão Junker Vermelho, 42ª Divisão de Rifles, Brigada Internacional de Cavalaria e 4ª Divisão de Cavalaria, sob o comando de Semyon Timoshenko. Com pouca munição e em menor número de 20 para 1, o destacamento insurgente tinha apenas 1.000 cavalaria, 300 tachanki, 250 metralhadoras e 6 canhões de artilharia para enfrentar as divisões Vermelhas. Eles conseguiram escapar do primeiro encontro, mas enfrentaram as Divisões Vermelhas em Timoshivka, capturando a cidade após um dia de combates e pesadas baixas, permitindo-lhes reabastecer munições pela primeira vez desde a captura de Simferopol.  Em vez de avançar imediatamente, o destacamento permaneceu na cidade, o que permitiu às forças vermelhas reagrupar-se e atacar, eventualmente forçando os insurgentes a recuar de volta para Mykhailivka depois de esgotarem as suas munições. Mais uma vez, eles foram imobilizados pela cavalaria e artilharia vermelha, resultando na morte de 600 insurgentes e no resto do destacamento dividido em pequenos grupos e tentando escapar. 200 insurgentes foram imediatamente interceptados e mortos pelos sabres da Brigada Internacional de Cavalaria,  com menos de 300 cavalaria insurgente conseguindo escapar para Kermenchyk,  onde finalmente se uniram às forças de Makhno em 7 de dezembro.  Os comandantes do contingente anunciaram “o regresso do exército da Crimeia”, agora com apenas 1/5 do seu tamanho original, e contaram a história do assassinato de Karetnik numa assembleia geral das restantes forças insurgentes. 

### Tentativas de cerco

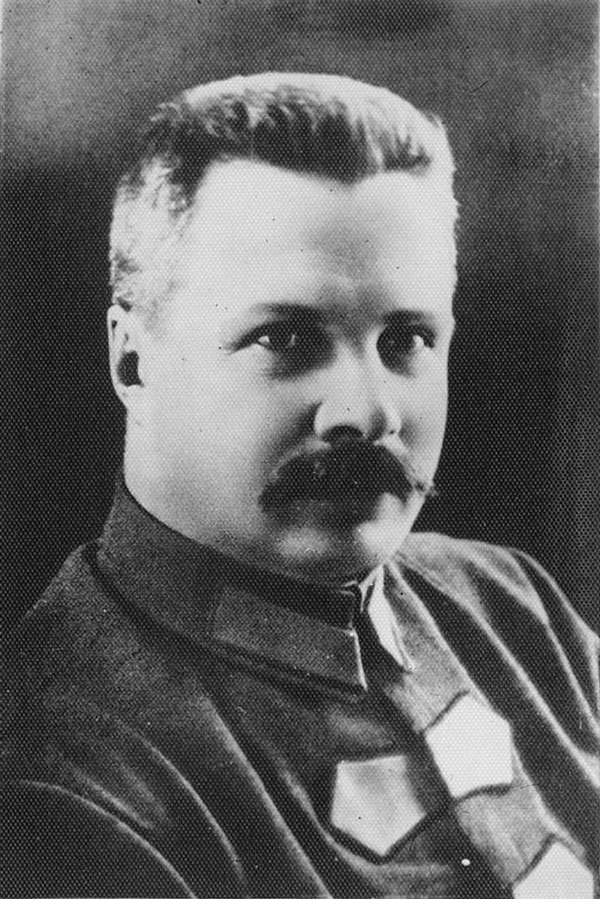
Mikhail Frunze, comandante das operações anti-Makhnovistas no final de 1920, durante as quais supervisionou as tentativas de cercar a Makhnovshchina

Como o ataque surpresa não conseguiu eliminar os Makhnovshchina, Mikhail Frunze desdobrou quase toda a Frente Sul do Exército Vermelho contra os Makhnovistas, com o objetivo de cercá-los.  O Exército Vermelho reuniu 150 mil soldados para lutar contra os insurgentes, reunindo o 4.º, 6.º e 13.º Exércitos, juntamente com o 1.º e 2.º Exércitos de Cavalaria. Com o Conselho Militar Revolucionário pressionando Frunze e Kamenev para liquidar o movimento insurgente, eles ordenaram varreduras contínuas no território controlado pelos insurgentes nas semanas seguintes, planejando empurrá-los para o Mar de Azov, onde seriam “exterminados impiedosamente". 
Mas os makhnovistas continuaram a ser um alvo efémero, lançando ondas de ataques surpresa contra unidades vermelhas e apreendendo o seu equipamento, antes de romperem o cerco com relativa facilidade.  Um oficial vermelho reconheceu que esta guerra de guerrilha foi possível graças ao apoio popular dos Makhnovistas, que veio do campesinato local, dos trabalhadores mineiros, das viúvas de guerra e dos órfãos, e até de alguns antigos membros do Partido Comunista e soldados do Exército Vermelho.  Frunze respondeu com uma ordem para que a população local fosse completamente desarmada,  despachando o comissário de Assuntos Internos Vladimir Antonov-Saratovsky para a região Makhnovista, a fim de solidificar o poder bolchevique e quebrar o apoio civil à Makhnovshchina.  O movimento Makhnovista também foi ajudado por numerosas deserções do Exército Vermelho, que se tornaram um problema tão sistémico que o comando bolchevique ordenou que todos os prisioneiros Makhnovistas fossem executados, a fim de desencorajar potenciais simpatizantes.  Quando o exército da Crimeia se reuniu com o núcleo makhnovista, os insurgentes já tinham obtido uma série de vitórias em Komar.  À frente de um destacamento de 600 homens, o comandante makhnovista Mykhailo Brova derrotou uma brigada de hussardos russos e, no dia seguinte, o próprio Makhno comandou um destacamento insurgente de 4.000 homens para derrotar uma brigada vermelha quirguiz. 
Perseguido pelo Exército Vermelho, que tinha ordens de aniquilar Makhnovshchina antes do Natal,  o núcleo insurgente dirigiu-se posteriormente para Novospasivka,  onde se juntou ao destacamento insurgente de Vdovychenko, antes de finalmente seguir para Berdiansk.  Lá, em 12 de dezembro, os makhnovistas encontraram uma pequena e mal equipada guarnição vermelha, muitos dos quais passaram para o lado insurgente.  O ataque Makhnovista a Berdiansk resultou na morte de cerca de 83 Vermelhos,  antes de os insurgentes seguirem para Andriivka.  Após um breve descanso nas fazendas locais, os insurgentes foram atacados por unidades do 4º Exército, que se aproximavam pelo noroeste. Cercados por uma força vermelha muito maior, os insurgentes conseguiram partir para a ofensiva, irrompendo para norte e escapando com toda a sua cavalaria e quase toda a sua infantaria após um dia de combates constantes, numa batalha que ficou conhecida como "Andriyivsky konfuz".  No processo, os insurgentes conseguiram capturar cerca de 20.000 soldados vermelhos, aos quais foi posteriormente dada a opção de regressar a casa ou juntar-se às fileiras insurgentes. 
Ignorando o paradeiro exato dos insurgentes, Frunze novamente tentou cercá-los, ordenando que a 2ª Divisão Don varresse a área ao sul da ferrovia entre Oleksandrivsk e Volnovakha, enquanto o destacamento de cavalaria comandado por Roberts Eidemanis recebia ordens de impedir que os insurgentes saíssem do ataque. o cerco. Frunze também reuniu três destacamentos de 2.000 homens, reforçados pelo 2º Exército de Cavalaria, para perseguir os insurgentes, com a intenção de expulsá-los.  Algumas unidades vermelhas que se juntaram aos insurgentes em Andriivka desertaram novamente e informaram os seus comandantes sobre as posições insurgentes.  Em 16 de dezembro, os insurgentes foram cercados em Fedorivka.  Durante 14 horas, os insurgentes lutaram contra o 2º Exército de Cavalaria e as forças de Eidemanis.  A batalha foi aparentemente confusa, com casos documentados de fogo amigo por unidades vermelhas, já que ambos os lados usavam o mesmo uniforme. O combate acabou resultando em um impasse e os insurgentes abandonaram muitos de seus estandartes negros no campo de batalha,  junto com a maior parte de seu equipamento, incluindo todos os seus canhões de artilharia.  Num telegrama a Lenin, Frunze relatou perdas devastadoras no lado makhnovista,  com apenas um pequeno destacamento de cavalaria escapando. 

### Retirada e perseguição

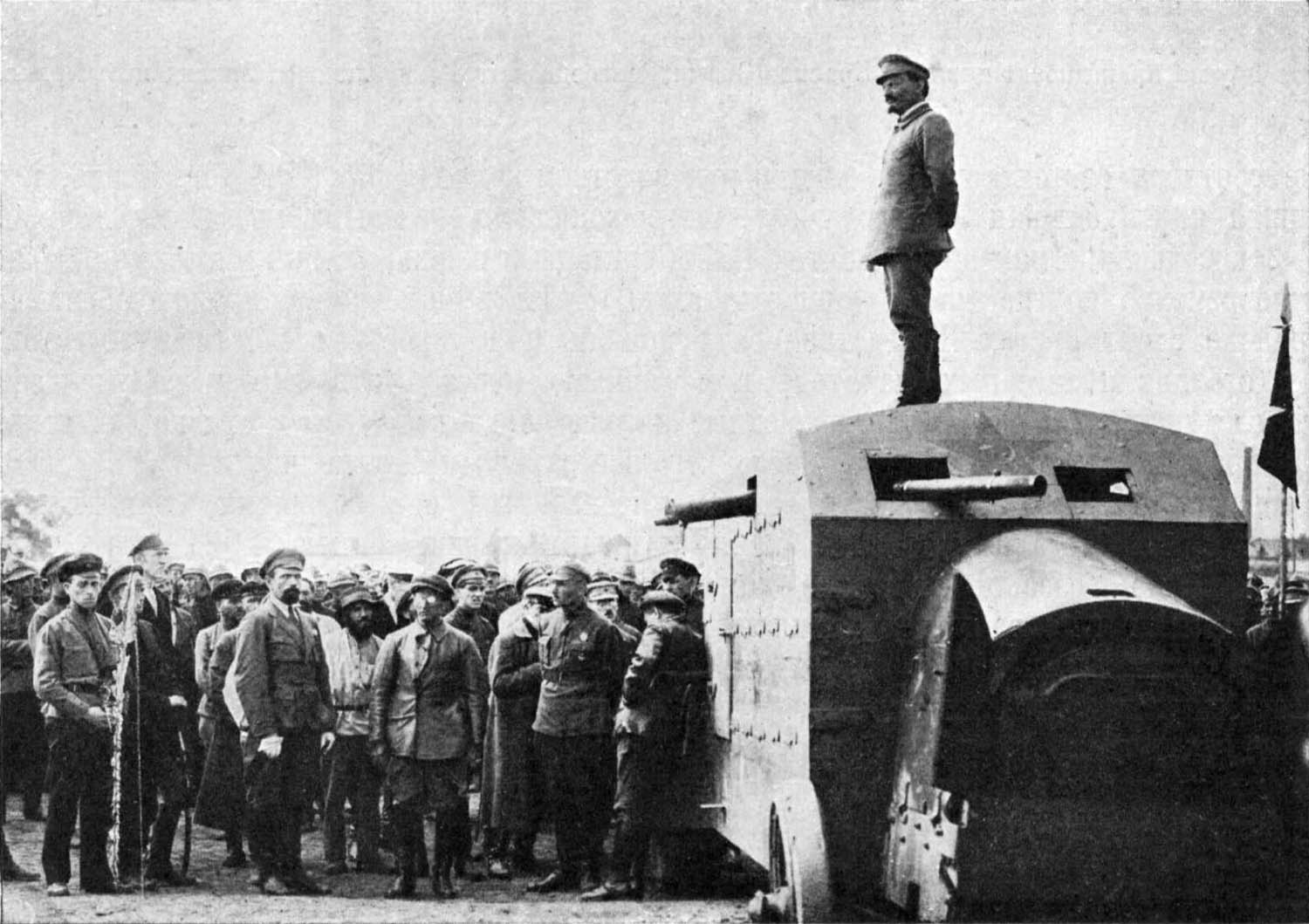
Leon Trotsky na Crimeia

Em 19 de dezembro, os insurgentes foram novamente cercados por uma grande força vermelha em Kostyantin, mas conseguiram escapar. Nessa altura, os insurgentes estavam reduzidos a apenas 3.000 soldados e muitas vezes enfrentavam forças vermelhas entre 3 e 5 vezes o seu tamanho.  Os insurgentes responderam dividindo-se em vários pequenos destacamentos e espalhando-se por toda a Ucrânia,  abandonando as suas armas pesadas para permanecerem móveis nas estepes abertas.  Alguns destacamentos insurgentes chegaram mesmo a Kiev,  atacando membros da Cheka, requisitando unidades e funcionários do Partido Comunista.  Alexander Parkhomenko estava entre os proeminentes bolcheviques ucranianos que foram mortos em um ataque surpresa dos insurgentes.  O próprio Makhno liderou um destacamento em direção a Yuzivka, mas foi rechaçado por uma força inimiga maior e recuou para Yelysavethrad, tomando cuidado para evitar as estradas a fim de dificultar sua perseguição. 
 Vladimir Nesterovich foi colocado no comando de um "corpo voador", composto pelas melhores unidades do Exército Vermelho na Ucrânia, encarregado de perseguir os insurgentes em todo o país, auxiliado pelos Cossacos Vermelhos sob Vitaly Primakov e Grigory Kotovsky. O destacamento de Makhno viu-se cercado, apenas capaz de avançar lentamente sob forte fogo de metralhadora e bombardeio de artilharia. De acordo com Peter Arshinov, nenhum dos insurgentes queria se dispersar, pois estavam "todos determinados a morrer juntos, lado a lado".  Os Makhnovistas conseguiram aproximar-se da fronteira com a Galícia, antes de se virar e voltar através do Dnieper, eventualmente terminando em Poltava. De lá eles foram para o norte em direção de Belgorod, onde conseguiram se livrar dos cossacos que os perseguiam no final de janeiro. Neste ponto já tinham percorrido mais de 1.500 quilómetros, perdido a maior parte do seu equipamento e metade do seu destacamento, mas estavam agora em condições de partir para a ofensiva. Em Fevereiro, o destacamento de Makhno seguiu para a província de Carcóvia and then Kursk, onde eles capturaram Korocha, antes de decidir retornar à sua região de origem através do Don, perseguido durante todo o caminho pelo 2º Exército de Cavalaria. Entretanto, no sul da Ucrânia, os insurgentes locais cercados já levavam a cabo represálias contra a Cheka, requisitando unidades e outros funcionários do governo..
O governo soviético ucraniano estava cada vez mais preocupado com a persistência do movimento Makhnovista, com Eidemanis publicando vários artigos sobre como pensava que a insurgência poderia ser superada, através de meios militares e políticos.  O próprio Lenin culpou Mikhail Frunze pela continuação do movimento insurgente, a quem repreendeu no 10º Congresso do Partido Bolchevique e novamente exigiu a liquidação imediata dos Makhnovistas.  Semyon Budyonny relatou que enfrentou grande dificuldade em manter a disciplina dentro de suas próprias fileiras, tendo a certa altura atirado em vários comandantes de brigada e regimento depois de terem sido derrotados pelos insurgentes, declarando que: "nenhum dos comandantes tinha qualquer inclinação para completar o tarefa de exterminar Makhno, independentemente do custo e com toda a velocidade possível."  Além disso, os soldados continuaram a abandonar o Exército Vermelho para se juntarem aos insurgentes. Um caso notável aconteceu em 9 de fevereiro, quando Grigori Maslakov liderou toda a sua brigada na desertação da 4ª Divisão de Cavalaria para o Exército Insurgente,  no qual passou a comandar operações insurgentes nas regiões de Don e Cubã. 
Tudo isto acontecia numa altura em que revoltas antibolcheviques assolavam o país, com rebeliões a eclodir em Tambov, na Sibéria, na Carélia e até em Kronstadt.  Só na Ucrânia, estima-se que 50 mil pessoas se revoltaram abertamente contra o governo. Os próprios Makhnovistas mantinham um grupo central de 2.000 soldados de infantaria, 600 de cavalaria, 80 metralhadoras e 10 canhões de artilharia, com capacidade para colocar mais 10.000 em campo para operações em grande escala.  O governo soviético respondeu introduzindo a Nova Política Económica (NEP), que pôs fim à política do “comunismo de guerra”.  A cessação da requisição de alimentos eliminou a principal queixa que os camponeses tinham contra os bolcheviques, separando efectivamente a Makhnovshchina da sua base camponesa cansada da guerra.  A base camponesa dos makhnovistas, da qual dependiam para abastecimento e logística, começou a derreter. 

### Reorganização

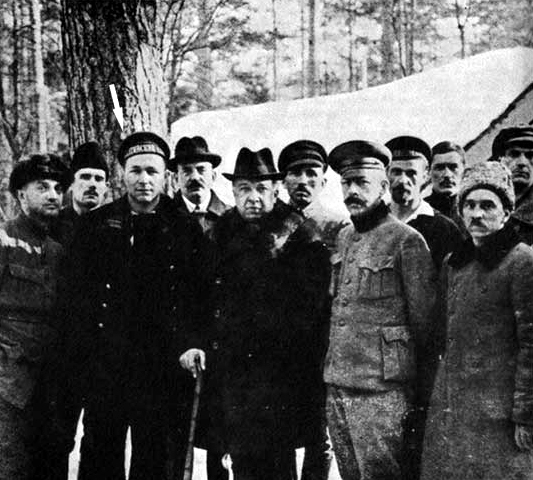
Stepan Petrichenko e outros partidários da Revolta de Kronstadt

O Exército Insurgente reorganizou-se mais uma vez, confiando nas suas tácticas testadas de guerra relâmpago e descentralização para continuar a processar o conflito.  Em resposta à eclosão da Revolta de Kronstadt em março de 1921, o destacamento de Mykhailo Brova foi enviado para as regiões de Don e Cubã, enquanto outros foram enviados para Voronezh e Kharkiv, tudo para fomentar a propagação da insurreição. O destacamento de Makhno manteve-se nas margens do Dnieper, acabando por se dividir para cobrir mais terreno, face aos contínuos ataques e emboscadas do Exército Vermelho.  Depois de tentar se conectar com os insurgentes perto de Huliaipole, um confronto feroz com as forças vermelhas em Melitopol forçou o destacamento ferido de Makhno a recuar para Tokmak e depois para Komar.  Petro Petrenko liderou a defesa contra novos ataques vermelhos, mas depois que uma contra-ofensiva insurgente fracassada resultou em Makhno gravemente ferido, em 15 de março, os insurgentes se dividiram em sotnias independentes de 100-200 homens. O próprio destacamento de Makhno foi forçado pela 9ª Divisão de Cavalaria Vermelha a uma longa retirada de 190 quilômetros para Novospasivka . Aqui eles encontraram mais cavalaria vermelha e posteriormente fugiram para Starodubivka, onde cinco metralhadoras se sacrificaram para cobrir a fuga do ferido Makhno. Em 17 de março, após uma escaramuça em Pokrovske, o destacamento restante de Makhno fugiu para Hryshyne, onde restabeleceu contato com o destacamento de Fedir Shchus após alguns dias de separação. Os insurgentes começaram a reagrupar as suas forças mais uma vez, marcando um encontro em Kobeliaky para o início de maio. 

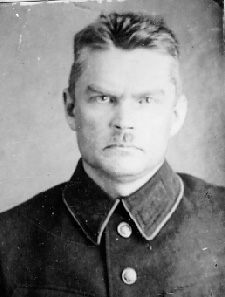
Roberts Eidemanis, que assumiu as operações anti-Makhnovistas no verão de 1921

Em resposta à recuperação da Makhnovshchina, o Quinto Congresso Pan-Ucraniano dos Sovietes apelou a uma campanha formal contra o "banditismo" e ofereceu amnistia aos acusados de banditismo caso se entregassem antes de 15 de Abril.  Milhares de insurgentes se renderam, incluindo vários líderes makhnovistas,  como o ex-comandante de artilharia Vasyl Sharovsky.  Apesar da intensificação da ofensiva do Exército Vermelho, o Exército Insurgente continuou a prosseguir a sua guerra na primavera de 1921. A Cavalaria Vermelha revelou-se largamente ineficaz contra o núcleo makhnovista e foi assim transferida para a Crimeia, a fim de reprimir a insurreição de Brova. Quando o destacamento de cavalaria de Semyon Budyonny se encontrou com o de Makhno, os cossacos vermelhos foram forçados a fugir diante do número superior de insurgentes, com a derrota catalisando até mesmo uma série de deserções do 1º Exército de Cavalaria. 
Em maio, os makhnovistas montaram uma ofensiva contra a capital bolchevique ucraniana, Carcóvia, reagrupando milhares de guerrilheiros insurgentes, incluindo 2.000 da cavalaria.  Os bolcheviques responderam cercando a cidade com infantaria, tanques, metralhadoras e canhões de artilharia do Exército Vermelho, o que frustrou a tentativa de ataque do exército insurgente,  forçando-os a abandonar a ofensiva e novamente a reverter para destacamentos descentralizados.  Ao longo de junho de 1921, os makhnovistas sofreram pesadas perdas, particularmente durante a derrota em Poltava.  O Exército Vermelho também sofreu pesadas perdas, mas foi capaz de repor essas perdas de forma mais eficaz devido às suas reservas muito maiores. Em 26 de junho, quando o próprio Mikhail Frunze foi emboscado e ferido por insurgentes, o comando central do Exército Vermelho aproveitou a oportunidade para finalmente dispensá-lo do comando, substituindo-o pelo ex-oficial czarista Konstantin Avksentevsky. Sob o comando de Avksentevsky, a ofensiva do Exército Vermelho contra os Makhnovistas foi intensificada, com bolcheviques proeminentes como Roberts Eidemanis, Vasily Blyukher e Nikita Khrushchev assumindo o comando das operações no terreno.  Com esta mudança de liderança, o Exército Vermelho finalmente adotou novas táticas. Seguindo as sugestões de Eidemanis, em vez de perseguir os insurgentes, os Vermelhos estabeleceram uma série de guarnições nos moldes previstos para os ataques makhnovistas. 

### Derrota

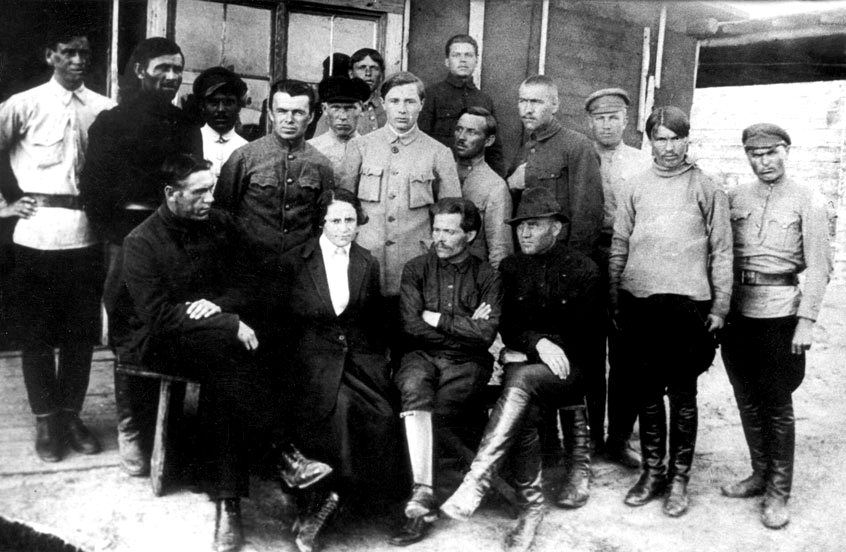
Nestor Makhno e outros exilados Makhnovistas, num campo de concentração polaco

No Verão de 1921, a Makhnovshchina tinha sido efectivamente derrotada, tanto militar como politicamente, com guarnições do Exército Vermelho por todo o lado e a sua base camponesa exausta pela longa guerra. A temporada trouxe consigo uma seca, que forçou o núcleo insurgente a sair da Ucrânia em uma série de ataques ao redor do sul da Rússia, antes de retornar à Ucrânia através do Don.  Esta repetida travessia das linhas bolcheviques mostrou uma fraqueza nas táticas de Eidemanis, com o comando bolchevique resolvendo combiná-la com as táticas anteriores de perseguição de Frunze, que juntas reduziriam a capacidade makhnovista de escapar.  Embora tenha finalmente ganho vantagem com a derrota de numerosas outras rebeliões em torno da Rússia, o Exército Vermelho ainda se viu incapaz de domar totalmente a insurreição na Ucrânia. Em julho de 1921, ainda havia 18 bandos insurgentes, com 1.042 homens e 19 metralhadoras, operando somente em Donetsk. O comando do Exército Vermelho decidiu concentrar as suas energias inteiramente na eliminação do núcleo makhnovista, mobilizando um destacamento motorizado, comandado por Marcian Germanovich, para perseguir os 200 homens de Makhno. Em 12 de julho, o destacamento motorizado desembarcou de seu trem blindado em Tsarekonstantinovka, mas um de seus carros blindados foi imediatamente emboscado pelos makhnovistas, que capturaram a tripulação e deixaram o carro sem combustível. A perseguição subsequente aos makhnovistas durou cinco dias e percorreu 520 quilômetros, causando pesadas perdas aos insurgentes e quase deixando-os sem munição, antes que finalmente conseguissem tirar o destacamento blindado de seu rastro.  Com Makhno novamente escapando do Exército Vermelho, em 22 de julho, Eidemanis ordenou a execução de uma série de reservas makhnovistas, enquanto Frunze exigiu novamente a "liquidação definitiva" do movimento makhnovista. 
Em agosto, o exército insurgente tinha sido quase completamente eliminado.  Alguns comandantes insurgentes como Vasyl Kurylenko já tinham sido mortos e outros como Fedir Shchus e Foma Kozhyn ficaram gravemente feridos, enquanto o próprio Makhno estava escondido em Donetsk. Em 4 de agosto, Frunze deu uma conferência de imprensa na qual declarou com confiança a vitória sobre a insurreição, relatando que restavam apenas alguns pequenos bandos insurgentes para exterminar.  Makhno ferido finalmente aceitou a derrota e decidiu fugir para o exílio, a fim de receber cuidados médicos. 
Deixando Viktor Bilash no comando do núcleo insurgente na Ucrânia,  Makhno partiu em 13 de agosto,  levando consigo sua esposa e sua sotnia negra – composta por 100 cavalaria.  Em 16 de agosto, eles cruzaram o Dnieper,  sob constante perseguição da cavalaria Vermelha, que feriu Makhno ainda mais.  Em 19 de agosto, encontraram a 7ª Divisão de Cavalaria em Bobrynets. Incapazes de recuar, os insurgentes atacaram a divisão e capturaram suas metralhadoras, antes de continuarem sua jornada, tendo perdido 17 de seus próprios homens.  Em 22 de agosto, Makhno foi baleado no pescoço, deixando uma cicatriz no local onde a bala saiu pela bochecha direita. Em 26 de agosto, eles travaram uma batalha final com a Cavalaria Vermelha,  durante a qual o último de seus antigos camaradas, incluindo Petro Petrenko, foi morto.  Depois de um dos batedores insurgentes ter sido capturado a caminho da fronteira polaca, o destacamento mudou de direção e dirigiu-se para o Dniester. Em 28 de agosto, os insurgentes disfarçaram-se de soldados do Exército Vermelho e abordaram os guardas de fronteira soviéticos, desarmando-os antes de atravessarem o rio sob fogo pesado.  Finalmente, na Romênia, eles próprios foram desarmados pelos guardas de fronteira romenos e levados para um campo de internamento.  No exílio, muitos dos makhnovistas encontraram-se à deriva entre uma série de campos de concentração e prisões.  Figuras importantes do movimento makhnovista, como Volin, Peter Arshinov e o próprio Nestor Makhno, acabaram em Paris, onde o seu exílio durou até à sua morte. 
Entretanto, Bilash viu-se incapaz de sustentar a guerra de guerrilha, com o seu destacamento quase a ser exterminado numa emboscada em Znamianka. Alguns dos sobreviventes conseguiram fugir através da fronteira, mas o próprio Bilash foi preso pela Cheka e transferido para Kharkiv, onde escreveu as suas memórias antes do julgamento e execução.  Durante o outono de 1921, 30 comandantes makhnovistas e 2.443 insurgentes renderam-se ao governo soviético, alguns dos quais até pediram o reconhecimento oficial do seu papel na luta contra o movimento Branco.  Apesar da derrota, a insurreição Makhnovista continuou na clandestinidade ao longo da década de 1920:  em 1922, um bando Makhnovista foi eliminado em Poltava; em 1923, uma organização makhnovista clandestina foi desmantelada; em 1924, ainda havia 18 bandos insurgentes operando na Ucrânia. A atividade makhnovista persistiu até ao início da Segunda Guerra Mundial, quando os Guardas Verdes se levantaram contra a ocupação nazista da Ucrânia. 

### Biliografia
- Avrich, Paul (1971) [1967]. The Russian Anarchists. Princeton: Princeton University Press. ISBN 0-691-00766-7. OCLC 1154930946
- Darch, Colin (2020). Nestor Makhno and Rural Anarchism in Ukraine, 1917–1921. London: Pluto Press. ISBN 978-1786805263. OCLC 1225942343
- Footman, David (1961). «Makhno». Civil War in Russia. Col: Praeger Publications in Russian History and World Communism (em inglês). 114. New York: Praeger. pp. 245–302. LCCN 62-17560. OCLC 254495418
- Malet, Michael (1982). Nestor Makhno in the Russian Civil War (em inglês). London: Palgrave Macmillan. ISBN 978-0-333-25969-6. OCLC 8514426
- Peters, Victor (1970). Nestor Makhno: The Life of an Anarchist (em inglês). Winnipeg: Echo Books. OCLC 7925080
- Shubin, Aleksandr (2010). «The Makhnovist Movement and the National Question in the Ukraine, 1917–1921». In:  Hirsch, Steven J.; van der Walt, Lucien. Anarchism and Syndicalism in the Colonial and Postcolonial World, 1870–1940. Col: Studies in Global Social History. 6. Leiden: Brill. pp. 147–191. ISBN 978-9004188495. OCLC 868808983
- Skirda, Alexandre (2004) [1982]. Nestor Makhno–Anarchy's Cossack: The Struggle for Free Soviets in the Ukraine 1917–1921 (em inglês). Traduzido por Sharkey, Paul. Oakland: AK Press. ISBN 978-1-902593-68-5. OCLC 60602979